# (9309) Platanus
(9309) Platanus (1987 SS9) – planetoida z pasa głównego asteroid okrążająca Słońce w ciągu 5,66 lat w średniej odległości 3,17 j.a. Odkryta 20 września 1987 roku.